# Ирмо (Арда)
Ирмо је био један од Валара, божанских бића из легендаријума Џ. Р. Р. Толкина. Он је, заједно са осталим Валарима, дошао у Арду да је припреми за долазак деце Илуватара и обитавао је у Валинору. Ирмо и његов брат Намо су били Феантури, господари духова. Ирмо је био млађи и управљао је визијама и сновима. Његова супруга је била Есте, исцелитељка од рана и умора. Ирмово друго име било је Лоријен, наденуто по његовом пребивалишту, вртовима где су многи Валари долазили и налазили спокојство. Један од Ирмових саветника био је Маја Олорин.